# Calmarposten
Calmarposten  var en dagstidning som gavs ut Kalmar 8 januari 1842 till 27 juli 1864 och sedan fick sin fortsättning under namnet Kalmar.

## Tryckning, typsnitt, utgivningsfrekvens och pris
Tidningen började sin utgivning med 2 provnummer nr 1 1841 20 november, samt nr 2 22 december.
Tidningen trycktes inledningsvis hos A. F. Wåhlin 1841—1850, sedan hos  O&A Westin 1850 -1858 , Ströhm & Bröder Westin 1852-1855 och slutligen av Otto Westin 1856—1864.  Fraktur användes till och med 1850, därefter Fraktur och Antikva. Tidningen kom ut på lördagar en gång i veckan under 1842 och 1844.  2 dagar, onsdagar och lördagar 1843 och 1845—64 .Tidningen hade 4 sidor och formatet var Folie med 3 spalter. Tidningen kostade 2 riksdaler banco 1842, 3 riksdaler banko 1843 och från 1847-1851, 3 riksdaler 16 skilling 1845 och 1846. 4 riksdaler banco 1852-1855 samt 4 riksdaler 32 skilling 1856 och 1857 och slutligen 7 riksdaler riksmynt (myntreform) 24 skilling 1857-1864.

## Utgivare och redaktion
Utgivningsbevis för tidningen utfärdades för hovrättskommissarien Sven Palm 22 oktober 1841, bokhandelseleven Gustaf Karström 6 januari 1844, boktryckaren Otto Westin 30 december 1850 och skolläraren Sven Gustaf Magnus Ströhm 7 juli 1851.
Tidningen, som uppsattes på landshövding Nermans initiativ, redigerades av hovrättskommissarien S. Palm och hans medarbetare var bland andra kammarjunkaren Karl af Kullberg. Från 27 juli 1851 uppges S.G.M. Ströhm i tidningen som dess utgivare och redaktör. Lektor Carl J. Moqvist tillkännagav 27 juli 1864, att han övertagit äganderätten till tidningen och från och med augusti månads början kommer att ge ut den under namnet Kalmar.